# Araçá Azul
《Araçá Azul》(포르투갈어로 "파란색 브라질구아바")은 1972년 11월, 필립스 레코드가 발매한 브라질의 음악가 카에타누 벨로주의 다섯 번째 스튜디오 음반이다. 이 음반은 벨로주가 런던으로 망명하고 돌아온 직후 녹음되었다. 《Araçá Azul》은 벨로주의 가장 실험적인 음반으로, 브라질 콘크리트 포이트리 운동의 시적 발명과 월터 프랑코의 대중음악 경험에서 부분적으로 영향을 받았다. 이 음반은 발매되자마자 시장에서 부정적인 평가를 받았으며, 비평가들의 호평을 받았음에도 불구하고 벨로주의 가장 낮은 판매량 음반이다.

## 배경
런던에서 2년간 망명 생활을 한 후, 벨로주는 브라질에서 유일하게 8채널 녹음 기술을 갖춘 엘도라도 스튜디오에서 단 한 주 동안 상파울루에서 《Araçá Azul》의 음반을 녹음했다. 벨로주는 당시 폴리그램의 사장인 안드레 미다니의 허락 아래 기술자와 그의 조수의 도움을 받아 혼자 이 음반을 만들었다고 전한다. 그는 실험적인 기법을 사용하여 이 음반을 녹음했고, 상파울루의 한 거리에서 〈Épico〉를 녹음했다.

## 음악
이 음반은 실험적이고 아방가르드 포크로 특징지어진다. 그것은 또한 삼바와 사이키델릭 록의 영향을 받는다. 그것은 월터 프랑코의 영향을 받았다.

## 커버 아트
커버 아트는 사진작가이자 감독인 이반 카르도주가 촬영하고 루치아노 피게이레도와 오스카 라모스가 제작한 벨로주의 사진이다.

## 발매 및 반응
| 전문가 평가 | 전문가 평가 |
| 평가 점수   | 평가 점수   |
| 출처        | 점수        |
| ----------- | ----------- |
| AllMusic    | [ 6 ]       |

LP의 첫 번째 판에 등록되었고 아티스트 본인과 음반 회사에 의해 확인되었듯이, 이 음반은 1972년 11월에 발매되었고 1973년 1월 이후 광범위하게 상업화되었다. 이 음반은 대중들에게 좋지 않은 반응을 얻었고, 그 기간 동안 가장 많이 돌아온 LP로 기록되었다.

## 곡 목록
| #  | 제목                             | 작사·작곡                                             | 재생 시간 |
| -- | -------------------------------- | ----------------------------------------------------- | --------- |
| 1. | 〈Viola, Meu Bem〉               | 민요                                                  | 0:49      |
| 2. | 〈De Conversa/Cravo e Canela〉   | 카에타누 벨로주, 밀톤 나시멘토, 호나우두 바스토스     | 5:44      |
| 3. | 〈Tu Me Acostumbraste〉          | 프랭크 도밍게스                                       | 2:58      |
| 4. | 〈Gilberto Misterioso〉          | 벨로주, 호아킴 데 수사 안드라데                       | 4:50      |
| 5. | 〈De Palavra em Palavra〉        | 벨로주                                                | 1:20      |
| 6. | 〈De Cara/Eu Quero Essa Mulher〉 | 벨로주, 몬스케토 메네제스, 라니 고르딘, 호세 바티스타 | 4:14      |

| #   | 제목                          | 작사·작곡        | 재생 시간 |
| --- | ----------------------------- | ---------------- | --------- |
| 7.  | 〈Sugar Cane Fields Forever〉 | 벨로주, 안드라데 | 10:15     |
| 8.  | 〈Júlia/Moreno〉              | 벨로주           | 3:19      |
| 9.  | 〈Épico〉                     | 벨로주           | 4:06      |
| 10. | 〈Araçá Azul〉                | 벨로주           | 1:20      |